# Emma Herwegh

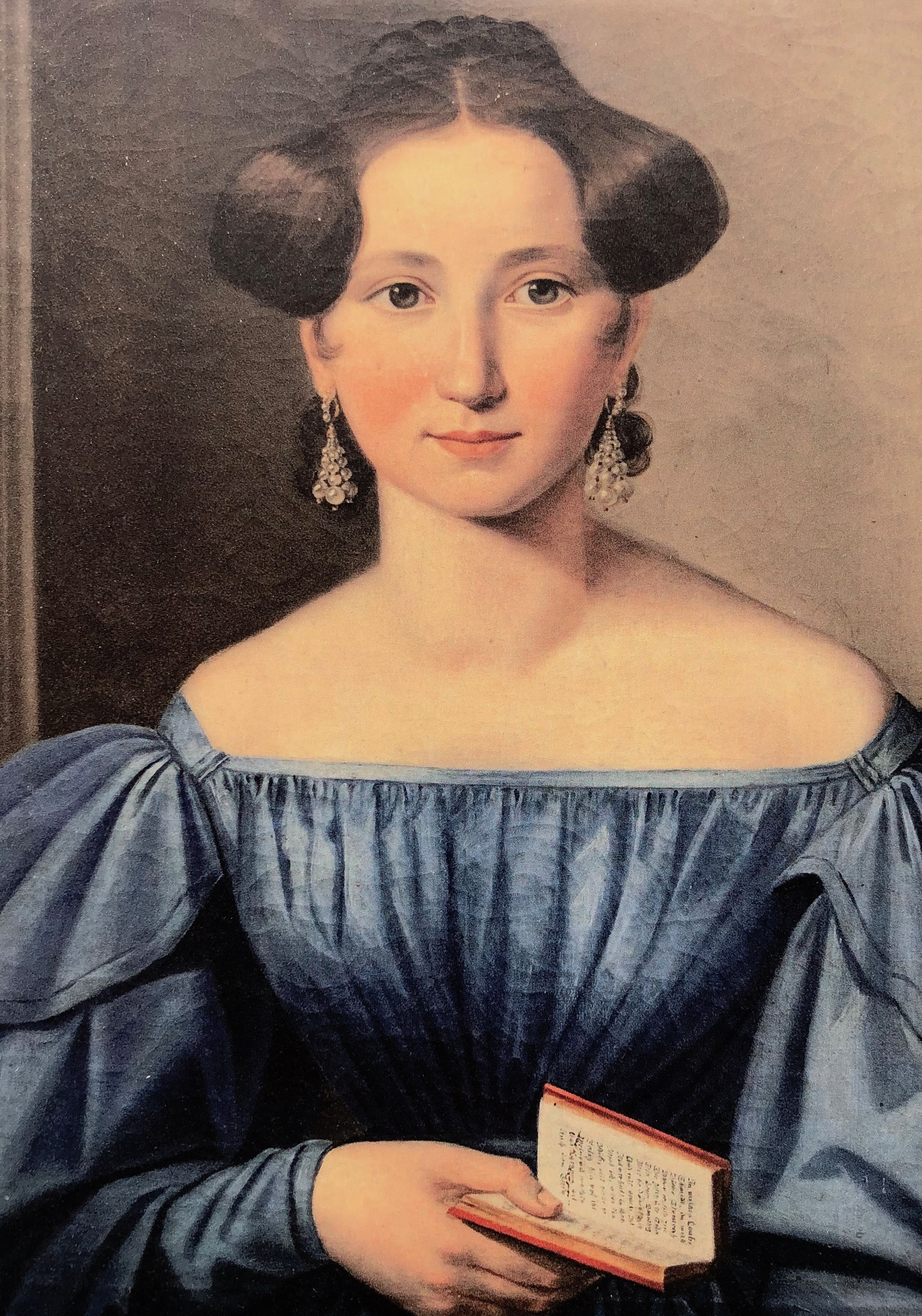
Emma Herwegh, Gemälde im Dichter- und Stadtmuseum Liestal

Emma Charlotte Herwegh, geborene Emma Siegmund (* 10. Mai 1817 in Magdeburg, nach anderen Quellen in Berlin; † 24. März 1904 in Paris), war eine deutsche Revolutionärin während der Erhebungen von 1848/49 in Frankreich und dem deutschsprachigen Raum und eine frühe Vorkämpferin der Frauenrechtsbewegung. Bekannt wurde sie durch ihre Ehe mit dem Dichter Georg Herwegh.

## Leben
Emma Charlotte Herwegh-Siegmund, Tochter des durch Seidenhandel reich gewordenen Berliner Kaufmanns und Hoflieferanten Johann Gottfried Siegmund (1789–1865) und seiner Frau Henriette Wilhelmine Siegmund, geb. Cramer, verwitwete Schiff (1784–1860), wuchs in wohlhabenden Verhältnissen in Berlin auf. Sie hatte einen Bruder (Gustav August), eine ältere (Minna Caspari) und eine jüngere Schwester (Fanny Piaget). Sie genoss eine ausgezeichnete Bildung, beherrschte mehrere Fremdsprachen (Französisch, Polnisch, Italienisch) und war musisch begabt; sie komponierte, zeichnete, übersetzte, spielte Theater und schrieb Gedichte. Doch trotz ihres liberalen, offenen Elternhauses, in dem prominente Gäste ein und aus gingen, und trotz eines regen Austauschs mit Freunden, zeigen die Tagebücher ihrer Jugendjahre, wie langweilig und eingeschränkt sie das konventionelle Leben einer Bürgerstochter fand:
„Morgens Nichts, Mittag Nichts und Abends wenig.“ – „Sonnabends Stunde bei Valentini [dem Italienischlehrer], langweilige Lecture einer Goldonischen Komödie.“ – „Große Müdigkeit.“ – „Abends Segelfahrt.“ – „Whistpartie. Unwohlsein. Kartoffelsalat.“
Mit ihrem burschikosen Auftreten verstieß sie oft gegen die Konventionen ihrer Zeit: Sie ritt wie der Teufel, schoss mit Pistolen, badete nachts im Meer, rauchte und interessierte sich für die Turnbewegung. Ihr politisches Bewusstsein wurde durch die französische Juli-Revolution von 1830, das Hambacher Fest und die polnische Freiheitsbewegung geweckt. Durch ihre Freundin Emilie Sczaniecka war sie mit der Situation Polens nach der Teilung und dem Novemberaufstand vertraut; ihre Sympathie lag bei dem unterdrückten Volk, während sie Preußen und Russland ablehnend gegenüberstand. Sie begeisterte sich schon vor ihrer Begegnung mit Georg Herwegh für die Revolution:
„Ich las französische Revolutionsgeschichte und war wie von einer vulkanischen Glut getrieben, bald glühend, bald halb erstarrt. – Wie aber, wenn eine Zeit käme, wo jeder Mensch königlich dächte, wo die Gesamtbildung eine so allgewaltige wäre, daß der Mensch im Andern nur den Bruder sähe, wo nur Verdienste anerkannt würden, wo der Geist des Göttlichen sich in jeder Brust offenbart hatte; bedürfte es dann jener Könige noch?“

### Begegnung mit Herwegh

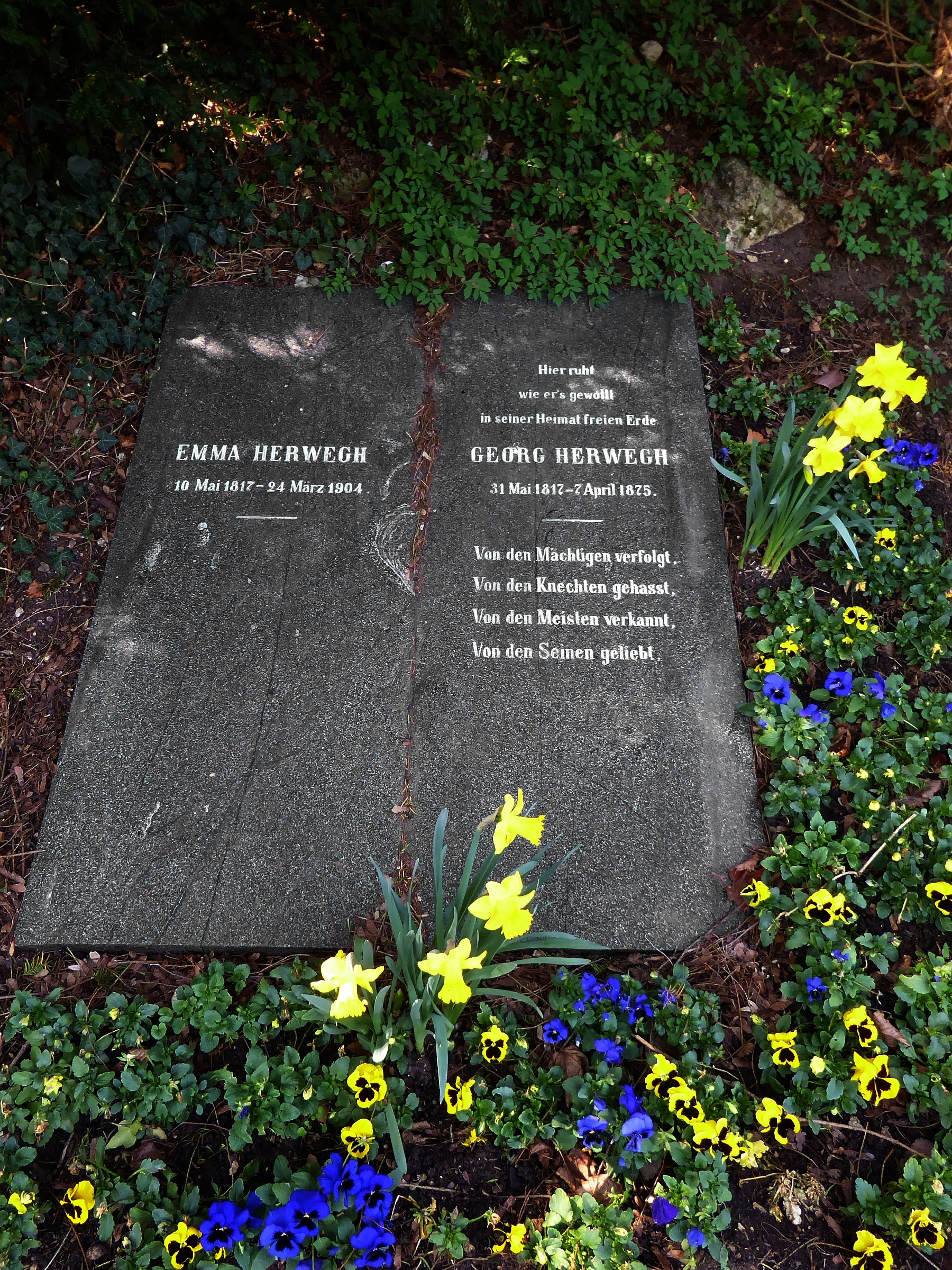
Grab von Emma Herwegh und Georg Herwegh in Liestal

Obschon Emma Siegmund als „gute Partie“ viele Verehrer hatte, war sie als Fünfundzwanzigjährige noch unverheiratet. Die Männer ihrer Umgebung schienen ihr „Beamtenseelen, Menschenware, niederträchtige Gesellschaft, Schufte, Philister, liberales Pack, Schöngeister, Windbeutel, Esel, entmarkte Gesellen, Höflinge, Speichellecker“. Ihre Schwärmerei für Jules Piaget, den Mann ihrer jüngeren Schwester Fanny, der Emma künstlerisch förderte, blieb aussichtslos; der Tod des „geliebten Bruders“ Piaget 1840 traf sie schwer.
Am 28. Oktober 1841 gerieten Emma Siegmund erstmals die „Gedichte eines Lebendigen“ in die Hände, die der junge Stuttgarter Dichter Georg Herwegh im Schweizer Exil publiziert hatte und die zu einem überwältigenden Bestseller geworden waren. Wie viele junge Menschen ihrer Generation fühlte sie sich von den feurigen Versen angesprochen, die die Einheit aller Menschen beschworen und zur Revolution aufriefen. „Das ist die Antwort auf meine Seele!“ soll sie ausgerufen haben; der „edle Dichter“ wurde zur imaginierten Bezugsperson ihrer Tagebucheinträge. Über ihre Freundin Charlotte Gutike (spätere Ehefrau von Maximilian Duncker) leitete sie eine Begegnung mit Herwegh während dessen umjubelter Deutschlandreise 1842 in die Wege. Am 6. November 1842 sprach Herwegh erstmals im Hause Siegmund vor – und bereits am 13. November war er mit Emma verlobt.
Da Herwegh auf einer Rundreise durch Deutschland war, führten sie einen intensiven Briefwechsel. Nachdem Herwegh aus Deutschland ausgewiesen worden war, reiste Emma Siegmund im Februar 1843 mit ihrem Vater und ihrer Schwester nach Zürich und heiratete ihren Verlobten am 8. März 1843 in Baden. Anwesend waren Adolf Ludwig Follen, Friedrich Wilhelm Schulz, Jakob Henle, Karl von Pfeufer und Michail Bakunin. Die Hochzeitsreise führte beide nach Italien, ab September 1843 lebten sie in Paris, wo ihr erstes Kind Horace geboren wurde. Ihre Nachbarn in Paris waren Karl und Jenny Marx.
Als im März 1848 in Deutschland die Revolution ausbrach, beteiligte sich Emma Herwegh an der von ihrem Ehemann aufgestellten Pariser Deutschen Legion. Als Kundschafterin und Abgesandte reiste sie mehrfach aus dem Elsass nach Baden, um mit Friedrich Hecker über den Einsatz der Legion zu verhandeln, mit der Herwegh die Badische Revolution militärisch unterstützen wollte. 1848 veröffentlichte die Karlsruher Zeitung einen Steckbrief gegen Emma Herwegh „mit einem nicht unschmeichelhaften Signalement“:

„Haare, blond; Gesichtsform, oval; Gesichtsfarbe, blühend; Stirn,
hoch; Augen, schwarzbraun; Nase, gebogen; Mund, klein; Zähne, ganz gut; Kinn, spitz. Sie spricht den Berliner Dialekt.“

Gleichzeitig wurde nach Adelbert von Bornstedt gefahndet. Nach dem unglücklichen Ausgang des Aufstandes konnten Georg und Emma Herwegh nur knapp ihr Leben retten. Die Flucht soll nur dank Emmas Mut und Entschlossenheit gelungen sein; nach einem von den Revolutionären verbreiteten, jedoch unbewiesenen Gerücht soll sich Georg „unter dem Spritzleder des Wagens verborgen [haben], den seine Frau kutschierte“.
Nach Darstellung in Otto von Corvins „Erinnerungen“ entgingen die Herweghs der Festnahme, indem sie sich als Bauer und Bäuerin verkleideten. Georg schnitt außerdem seinen Bart ab, „was ihn in der Tat völlig unkenntlich machte“. Beide  dann auf dem Feld, und „Emma jätete mit großem Eifer Unkraut aus“.
Das Ehepaar floh in die Schweiz, wo es sich von 1851 bis 1866 in Zürich niederließ. Die Ehe verlief nicht ohne Krisen; zeitweilig lebte das Paar getrennt.
1855 verhalf sie dem Revolutionär Felice Orsini zur Flucht aus dem Gefängnis Castello San Giorgio im Palazzo Ducale von Mantua, indem sie ihm Bücher schickte, in denen dünne Feilen versteckt waren. Die Amnestie, die nach dem Krieg 1866 allen politisch Verbannten gewährt wurde, veranlasste die Herweghs, 1866 nach Baden-Baden umzuziehen, wo Georg Herwegh 1875 starb.
Emma und Georg Herwegh hatten drei Söhne: Horace (1843–1901), Camille (1847–1848) und Marcel (1858 bis um 1937) sowie eine Tochter: Ada (1849–1921), die 1871 Antônio Francisco de Paula Souza heiratete. Ihren Lebensabend verbrachte Emma Herwegh in Paris, wo sie noch wenige Jahre vor ihrem Tod mit Frank Wedekind enge Beziehungen unterhielt. Sie starb im Jahre 1904 und wurde an der Seite ihres Gatten im schweizerischen Liestal beigesetzt.

## Gedenken

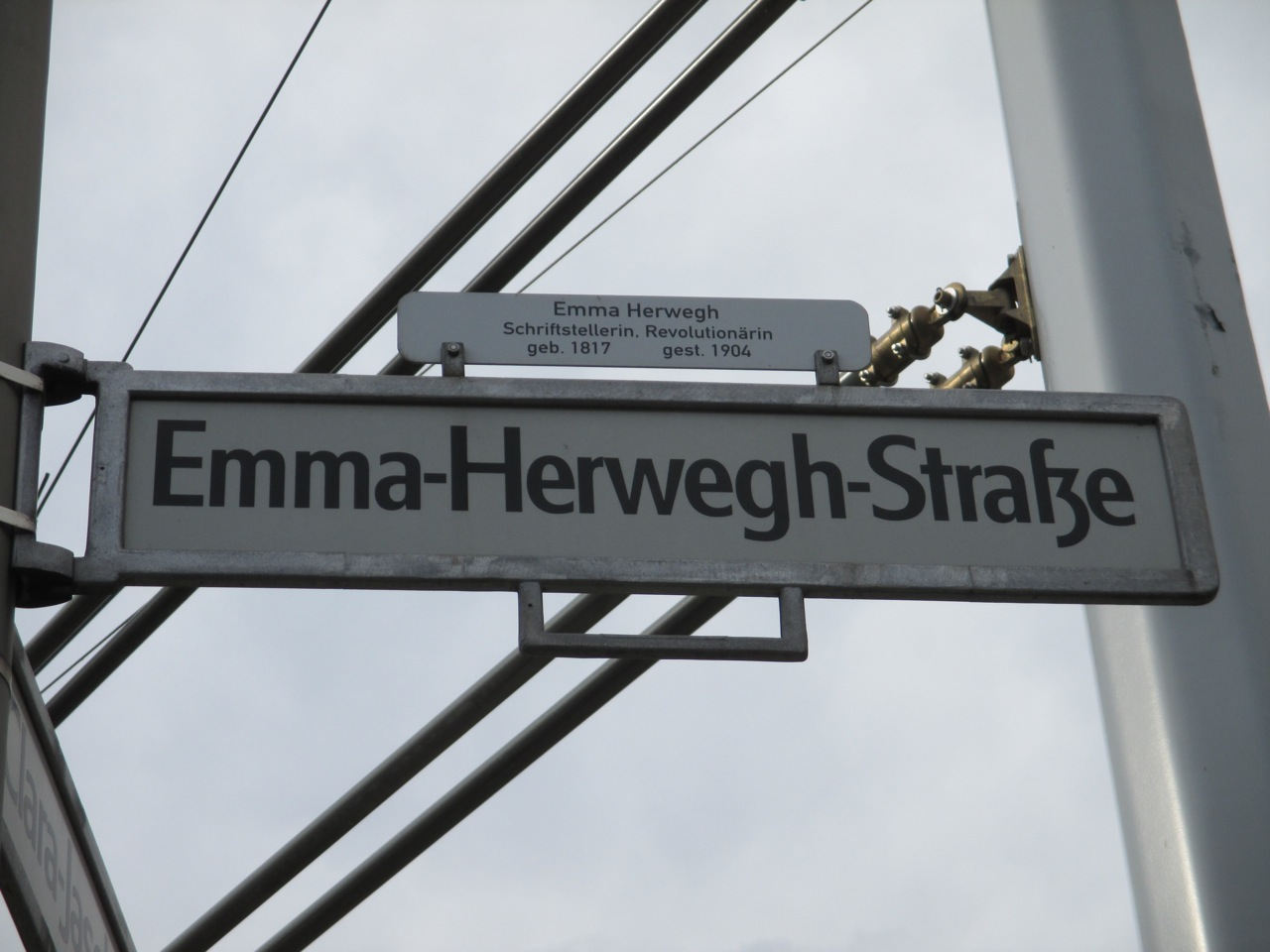
Berliner Straßenschild der Emma-Herwegh-Straße mit Widmung

- Zur Erinnerung an Emma Herwegh wurden in Liestal ein Platz, in Berlin-Moabit und Freiburg-Betzenhausen Straßen nach ihr benannt.
- In Baden-Baden erinnert eine Gedenktafel an sie.
- Das vorher nach Ernst Moritz Arndt benannte städtische Gymnasium in Remscheid wurde 2022 zum Emma-Herwegh-Gymnasium.[12]

## Werke
- Zur Geschichte der deutschen demokratischen Legion aus Paris. Von einer Hochverrätherin. Levy, Grünberg 1849. Google-Digitalisat

Briefe
- Georg Herwegh’s Briefwechsel mit seiner Braut. Hrsg. von Marcel Herwegh. Lutz, Stuttgart 1906.
- Briefe von Emma und Georg Herwegh aus dem Jahr 1847. In: Briefe von und an Georg Herwegh. Hrsg. von Marcel Herwegh. 2. Auflage, Albert Langen’s Verlag, München 1898, S. 25–81 Google-Digitalisat